# Stanisław Ludomir Domański
Stanisław Ludomir Domański (ur. 25 marca 1846 w Woli Trzydnickiej, zm. w 1939 Zaklikowie) – podporucznik, weteran powstania styczniowego.
Stanisław Domański (rodzice Karol Narcyz Domański i Antonina Kozłowska) urodził się we wsi Piotrowszczyzna (obecnie Wola Trzydnicka) na Lubelszczyźnie, w folwarku, w którym jego ojciec był rządcą. Pochodził z rodziny o tradycjach patriotycznych. Jego dziadek brał udział w bitwie pod Samosierrą.
Po wybuchu powstania wstąpił do tworzącej się w okolicy Biłgoraja partii powstańczej jako felczer. Partia ta dołączyła do, idącego na pomoc Aleksandrowi Waligórskiemu walczącemu pod Parszywą Górą, oddziału Marcina Borelowskiego. Oddziały powstańcze poniosły straty i wycofały się z powodu braku amunicji. Stanisław Domański wraz z oddziałem liczącym paruset powstańców udało się uciec, zakopać broń i powrócić do domu.
W sierpniu 1863 roku został wezwany do oddziału Michała Heydenreich ps. Kruk i brał udział w bitwie pod Fajsławicami (24 sierpnia). Domański założył szpital polowy w majątku w Gardzienicach.
Po odzyskaniu przez Polskę niepodległości (1918) w okresie II Rzeczypospolitej został awansowany do stopnia podporucznika weterana Wojska Polskiego. W 1930 roku został odznaczony Krzyżem Niepodległości z Mieczami.
W styczniu 1938 roku wraz z 49 weteranami oraz trzema weterankami (Marią Bentkowską, Marią Fabianowską i Lucyną Żukowską) został odznaczony Krzyżem oficerskim orderu Odrodzenia Polski.
W 1938 roku mieszkał w Zaklikowie. Zmarł w 1939 roku.